# Euplectes ardens
Euplectes ardens là một loài chim trong họ Ploceidae.